# Dyslexie
Dyslexie (uit het Grieks δυς- dys- ("verstoord") en λέξις lexis ("woord"), dus verstoord lezen, ook wel onterecht als woordblindheid aangeduid) is een term die in de wetenschap gebruikt wordt voor ernstige problemen met het kunnen lezen van woorden. Iemand met dyslexie wordt wel een dyslecticus (mannelijk; meervoud dyslectici), of dyslectica (vrouwelijk; meervoud dyslectica's) of dyslect (genderneutraal; meervoud dyslecten) genoemd.
Het is een lees- en/of spellingprobleem dat ernstig en blijvend (hardnekkig) is en dat onderscheiden moet worden van laaggeletterdheid als gevolg van gebrekkig onderwijsaanbod, een bredere omgevings-, neurologische, sensorische en/of gedragsproblematiek of verstandelijke beperkingen. Volgens internationale schattingen komt dyslexie bij 7% van de kinderen voor. De meeste schattingen liggen tussen 3% en 10%.
Problemen alleen op het gebied van spelling worden dysorthografie genoemd en worden eveneens onder dyslexie geschaard.

## Kenmerken
Technische leesvaardigheid:
Het centrale kenmerk van dyslexie is een probleem met de verwerving van de technische leesvaardigheden. Dit kan zich uiten in onnauwkeurigheid van het lezen (of decoderen) van woorden en in problemen met de leesvloeiendheid. In het Nederlands is de leesvloeiendheid het symptoom dat het meest in het oog springt. Hoewel een behoorlijk niveau van nauwkeurigheid in lezen kan behaald worden, blijft leesvloeiendheid een inspanning, terwijl bij typische lezers het technisch lezen in de loop van de jaren een aandachts- en inspanningsloze activiteit wordt.
Spellingvaardigheid:
Kinderen met dyslexie maken dezelfde type spellingfouten als kinderen zonder dyslexie. Aan het type fouten dat het kind maakt, kan niet gezien worden of het kind dyslexie heeft of niet. Kinderen met dyslexie maken meer fouten dan kinderen zonder dyslexie. Het type spellingfouten kan wel een richting geven bij de ondersteuning en behandeling.

### Vroege jeugd
Hoewel het belang van vroege signalering door divers onderzoek wordt benadrukt, kan in de kleuterperiode nog niet met zekerheid vastgesteld worden bij wie later sprake van dyslexie zal zijn. Hier kan pas een uitspraak over gedaan worden als het kind een periode van lees- en spellingonderwijs heeft gevolgd.

### Latere jeugd
Hoewel dyslectische kinderen leren omgaan met hun problemen, hebben ze later als volwassenen subtiele problemen met luisteren en lees- en schrijfvaardigheid. 

## Implicaties voor onderwijs en intelligentie
Wanneer kinderen met dyslexie moeite hebben met leren lezen en schrijven, ontstaat vaak een leerachterstand. Deze leerachterstand mag echter niet lichtvaardig worden aangenomen als een uiting van lagere intelligentie. Dyslexie is een specifieke leerstoornis die losstaat van algemene intelligentie.
Er kan bij dyslectici een leerachterstand ontstaan, doordat traditionele onderwijsbenaderingen vaak niet aansluiten bij de specifieke leerbehoeften van kinderen met dyslexie. Kinderen met dyslexie die een probleem hebben met het begrijpend lezen, hebben vaak gevolgen op maatschappelijk en schools vlak. Moeite hebben om te begrijpen wat je leest is sterk verbonden met schools en maatschappelijk succes. Dyslexie kan hierdoor verschillende sociaal-emotionele gevolgen hebben, zoals een laag zelfbeeld, faalangst, etc. Onderzoek naar de ervaringen van mensen met dyslexie laat zien dat de ervaren gevolgen veel breder zijn dan het lees- en/of spellingprobleem alleen.
Factoren die een gunstige invloed op de sociaal-emotionele ontwikkeling kunnen hebben zijn:
- een diagnose in de kindertijd;
- de manier waarop de diagnose wordt gebracht;
- vroegtijdige interventie;
- meer succeservaringen dan faalervaringen;
- competenties of talenten buiten school zoals sport;
- een begripvolle en steunende omgeving.

De zelfwaardering van jongvolwassenen met dyslexie neemt toe naarmate ze meer ouderlijke steun ervaren, de emotionele impact van negatieve ervaringen neemt hiermee af. Met de juiste ondersteuning en strategieën kunnen mensen met dyslexie hun aandoening compenseren en succesvol zijn in hun educatieve en professionele leven.

## Onderzoek
Al in 1881 werd de aandoening door Oswal Berkhan beschreven, maar het was Rudolf Berlin die in 1887 hiervoor de term dyslexie bedacht. De term werd gebruikt om het geval van een jongen te beschrijven die veel moeite had met het leren lezen en schrijven, terwijl hij buiten deze gebieden wel over een normale intelligentie leek te beschikken. 
In de literatuur worden twee vaardigheden het meest met dyslexie geassocieerd: het fonologisch bewustzijn en snelheid van benoemen van letters en lettergrepen. Het fonologisch bewustzijn verwijst naar het besef dat een woord uit afzonderlijke klanken is opgebouwd en verwijst naar het vermogen om spraakklanken of lettergrepen, bewust te kunnen opdelen of manipuleren (bijvoorbeeld een klank uit een woord weglaten, klanken verwisselen in woorden of woorden splitsen in syllabes of klanken).
Dyslexie komt vaker voor bij jongens dan bij meisjes. Er zijn sterke aanwijzingen dat dyslexie erfelijk is. Kinderen met dyslexie in de familie hebben een grotere kans om dyslectisch te zijn dan kinderen van ouders zonder dyslexie. De kans dat een kind dyslectisch is als één van zijn ouders het ook is, is ongeveer 60%.

## De rol van het brein
Het brein bestaat voor een groot deel uit grijze stof. Deze grijze stof is een essentieel onderdeel van het brein dat betrokken is bij spiercontrole, sensorische perceptie zoals zien en horen, geheugen, emoties, spraak, besluitvorming en zelfbeheersing. Neurologisch onderzoek heeft aangetoond dat er substantiële verschillen zijn in de hoeveelheid en verdeling van grijze stof in specifieke hersengebieden bij personen met dyslexie. Deze verschillen kunnen bijdragen aan de lees- en schrijfproblemen die kenmerkend zijn voor dyslexie. Belangrijke bevindingen omvatten dat er minder grijze stof aanwezig is in bepaalde hersengebieden bij personen met dyslexie, met name in de linker temporale kwab, die betrokken is bij taalverwerking. Niet alleen de hoeveelheid grijze stof, maar ook hoe deze gebieden functioneren en met elkaar communiceren, kan verschillen bij mensen met dyslexie.

## Diagnose
In Nederland mag de diagnose dyslexie enkel gesteld worden door een arts, gezondheidszorgpsycholoog of een orthopedagoog die is opgenomen in het BIG-register. In Vlaanderen zijn ook Masters en Bachelors in de logopedie daarvoor opgeleid.
Voor het vaststellen van de diagnose moet worden uitgesloten dat de lees- en spellingproblemen een andere oorzaak hebben, zoals slecht lees- en spellingonderwijs op de basisschool, een verstandelijke beperking of omgevingsfactoren. Daarnaast moet worden aangetoond dat met kwalitatief goede bijlessen of logopedische therapie (Vlaanderen) de achterstand niet ingelopen wordt.
In Nederland leert 25% van de kinderen onvoldoende vlot en foutloos lezen op de basisschool. Hiervan is 10% functioneel analfabeet. De schattingen over het percentage dyslectici lopen uiteen van 1%-3,5%. Toch kunnen bijna alle kinderen leren lezen. Dat betekent dat een groot deel van de kinderen onvoldoende door andere factoren leert lezen dan dat ze dyslexie hebben. Er zou dan niet gesproken moeten worden van dyslexie, maar van een kwaliteitsprobleem. De kwaliteit van de instructie is cruciaal om goed te leren lezen. De diagnose dyslexie wordt soms ten onrechte gesteld terwijl sprake is van didactische verwaarlozing. De oorzaak hiervan is dat scholen, leerkrachten en ouders de problemen in vele gevallen bij het kind zoeken en daarbij onvoldoende oog hebben voor de eigen rol.

## Behandeling
De behandeling moet zo vroeg mogelijk starten om mogelijke achterstanden zo veel mogelijk te voorkomen. De behandeling blijkt effectiever wanneer het kind een mild leesprobleem heeft en geen andere stoornissen vertoont. Indien het kind meerdere leerstoornissen heeft of nog andere stoornissen zoals ADHD (attention deficit hyperactivity disorder) of ASS (autismespectrumstoornis), dan moet hier in de behandeling rekening mee gehouden. De behandeling is ook effectiever naarmate het kind gemotiveerd is. Een goede band met de logopedist kan de leesmotivatie verhogen. Om effectief te zijn moet de behandeling intensief, regelmatig en expliciet zijn. De behandeling wordt in Vlaanderen uitgevoerd door een logopedist.
In 2009 werd de zorg voor ernstige gevallen toegevoegd aan het basispakket van de verplichte zorgverzekering. Het College voor zorgverzekeringen concludeerde namelijk dat ernstige dyslexie (voorheen ernstige enkelvoudige dyslexie) een medische aandoening is.

## Bekende personen met dyslexie

### Historische wetenschappers met dyslexie
- Veel historici geloven dat het multitalent Leonardo da Vinci dyslectisch was. Ondanks zijn lees- en schrijfproblemen was hij een briljant kunstenaar, wetenschapper en ingenieur.
- Hoewel nooit officieel gediagnosticeerd, vertoonde het leerpatroon van Albert Einstein vele kenmerken van dyslexie. Hij had grote moeite met lezen en schrijven, maar werd desalniettemin een van de meest beroemde fysici in de geschiedenis.

### Hedendaagse beroemdheden met dyslexie
- De Britse zakenman Richard Branson, de steenrijk geworden oprichter van de Virgin Group, heeft openlijk gesproken over zijn dyslexie en hoe hij deze overwon om ongehinderd door deze aandoening een van de meest succesvolle ondernemers ter wereld te worden.
- De beroemde filmregisseur Steven Spielberg heeft dyslexie en ontdekte dit zelf pas op latere leeftijd. Hij heeft altijd benadrukt dat zijn dyslexie hem juist creatiever zou hebben gemaakt.
- De actrice en comédienne Whoopi Goldberg heeft dyslexie, maar heeft desalniettemin een zeer succesvolle carrière opgebouwd en daarbij meerdere onderscheidingen zoals de Emmy, Grammy, Oscar en Tony Awards gewonnen.
- De bekende acteur Tom Cruise heeft dyslexie en heeft openlijk gesproken over zijn uitdagingen en hoe hij ermee omgaat.